# Bernâtre
Bernâtre – miejscowość i gmina we Francji, w regionie Hauts-de-France, w departamencie Somma.
Według danych na rok 2011 gminę zamieszkiwały 33 osoby, a gęstość zaludnienia wynosiła 7 osób/km² (wśród 2293 gmin Pikardii Bernâtre plasuje się na 951. miejscu pod względem liczby ludności, natomiast pod względem powierzchni na miejscu 913.).